# Digamma-Funktion

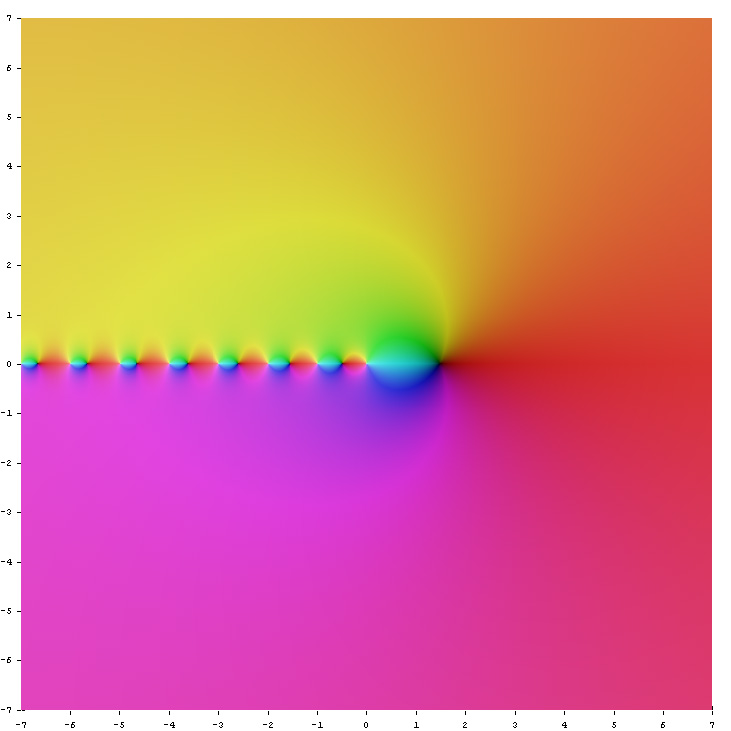
Die Digamma-Funktion in der komplexen Zahlenebene.

Die Digamma-Funktion oder Psi-Funktion ist in der Mathematik eine Funktion, die definiert wird als:
{\displaystyle \psi (x)={\frac {\mathrm {d} }{\mathrm {d} x}}\ln {\big (}\Gamma (x){\big )}={\frac {\Gamma '(x)}{\Gamma (x)}}}
Sie ist also die logarithmische Ableitung der Gammafunktion. Die Digamma-Funktion ist die erste der Polygammafunktionen. Bis auf ihre Pole erster Ordnung für nicht positive ganze Argumente ist sie (genau wie die Gammafunktion) in ganz {\displaystyle \mathbb {C} } holomorph.

## Berechnung

### Die Beziehung zur harmonischen Reihe
Die Digammafunktion, welche meist als ψ0(x), ψ0(x) oder {\displaystyle \digamma } (nach der Form des vorklassischen griechischen Buchstaben Ϝ digamma) dargestellt wird, steht für ganzzahlige Werte mit der harmonischen Reihe in folgender Beziehung:
{\displaystyle \psi (n)=H_{n-1}-\gamma }
wobei Hn das n-te Element der harmonischen Reihe und {\displaystyle \gamma } die Euler-Mascheroni-Konstante ist. Für halbzahlige Werte kann sie geschrieben werden als:
{\displaystyle \psi \left(n+{\frac {1}{2}}\right)=-\gamma -2\ln 2+\sum _{k=1}^{n}{\frac {2}{2k-1}}.}

### Integral-Darstellung
Die Digammafunktion kann wie folgt als Integral dargestellt werden:
{\displaystyle \psi (x)=\int _{0}^{\infty }\left({\frac {e^{-t}}{t}}-{\frac {e^{-xt}}{1-e^{-t}}}\right)\,\mathrm {d} t}
Für alle positiven x-Werte gilt diese Formel:
{\displaystyle \psi (x)=\ln(x)-{\frac {1}{2x}}-\int _{0}^{\infty }{\frac {2y}{(y^{2}+1)[\exp(2\pi xy)-1]}}\mathrm {d} y}
Diese Formel resultiert aus der Abel-Plana-Summenformel und geht durch die Mellin-Transformation hervor.
Dies kann auch geschrieben werden als:
{\displaystyle \psi (s+1)=-\gamma +\int _{0}^{1}{\frac {1-x^{s}}{1-x}}\,\mathrm {d} x}
Dies folgt aus der Formel für das Euler-Integral für die harmonische Reihe.

### Taylor-Reihe
Durch Reihenentwicklung der Taylor-Reihe um den Punkt z=1 kann die Digammafunktion wie folgt dargestellt werden: 
{\displaystyle \psi (z+1)=-\gamma -\sum _{k=1}^{\infty }\zeta (k+1)\;(-z)^{k}.}
Sie konvergiert für |z|<1. Dabei ist {\displaystyle \zeta (n)} die Riemannsche ζ-Funktion. Die Reihe kann leicht von der zugehörigen Taylor-Reihe für die Hurwitzsche ζ-Funktion hergeleitet werden.

### Binomische Reihe
Die binomische Reihe für die Digammafunktion folgt aus dem Euler-Integral
{\displaystyle \psi (s+1)=-\gamma -\sum _{k=1}^{\infty }{\frac {(-1)^{k}}{k}}{s \choose k},}
wobei {\displaystyle {\tbinom {s}{k}}} der verallgemeinerte Binomialkoeffizient ist.

### Funktionalgleichung
Die Digammafunktion genügt folgender Funktionalgleichung, welche direkt aus der logarithmischen Ableitung der Gammafunktion hergeleitet werden kann:
{\displaystyle \psi (1-x)-\psi (x)=\pi \cot {\left(\pi x\right)}.}
Hiermit kann allerdings nicht ψ(1/2) berechnet werden; dieser Wert ist unten angegeben.

### Rekursionsformel und Summenausdrücke
Die Digamma-Funktion genügt der Rekursionsformel
{\displaystyle \psi (x+1)=\psi (x)+{\frac {1}{x}}.}
oder
{\displaystyle \Delta [\psi ](x)={\frac {1}{x}},}
wobei Δ der rechtsseitige Differenzoperator ist. Dies erfüllt die Rekursionsbeziehung der harmonischen Reihe. Daraus folgt
{\displaystyle \psi (n)\ =\ H_{n-1}-\gamma .}
Allgemeiner gilt:
{\displaystyle \psi (x)=-\gamma +\sum _{k=1}^{\infty }\left({\frac {1}{k}}-{\frac {1}{x+k-1}}\right).}
Aus der Gaußschen Produktdarstellung der Gammafunktion lässt sich äquivalent dazu
{\displaystyle \psi (x)=\lim \limits _{n\to \infty }\left(\ln n-\sum \limits _{k=0}^{n}{\frac {1}{x+k}}\right)}.
schlussfolgern.

### Quotientenbeziehung zur Gammafunktion
Für den Quotienten aus Digammafunktion und Gammafunktion liefert die Produktdarstellung den Ausdruck
{\displaystyle {\frac {\psi (x)}{\Gamma (x)}}=\lim \limits _{n\to \infty }{\frac {\ln n\prod \limits _{k=0}^{n}(x+k)-\sum \limits _{j=0}^{n}\prod \limits _{k=0 \atop k\neq j}^{n}(x+k)}{n!\,n^{x}}}}.
Bei positiven ganzen Zahlen {\displaystyle m\geq 0}, bei deren negativen Werten sowohl Digamma- als auch Gammafunktion divergieren, folgt dann
{\displaystyle {\frac {\psi (-m)}{\Gamma (-m)}}=-\lim \limits _{n\to \infty }{\frac {\prod \limits _{k=0 \atop k\neq m}^{n}(k-m)}{n!\,n^{-m}}}=(-1)^{m-1}m!\lim \limits _{n\to \infty }{\frac {n^{m}}{\prod \limits _{k=n-m+1}^{n}k}}=(-1)^{m-1}m!}.
Mit Hilfe der Funktionalgleichung für die Gammafunktion findet man sogar heraus, dass der Wert des Quotienten ausschließlich vom
Argument der Gammafunktion abhängt, also gilt für ganzzahlige {\displaystyle m,n\geq 0} schließlich
{\displaystyle {\frac {\psi (-m)}{\Gamma (-n)}}=(-1)^{n-1}n!}.

## Gaußsche Summe
Die Digammafunktion hat eine Gaußsche Summe der Form
{\displaystyle -{\frac {1}{\pi k}}\sum _{n=1}^{k}\sin {\frac {2\pi nm}{k}}\,\psi \left({\frac {n}{k}}\right)=\zeta \left(0,{\frac {m}{k}}\right)=-\mathrm {B} _{1}\left({\frac {m}{k}}\right)={\frac {1}{2}}-{\frac {m}{k}}}
für natürliche Zahlen {\displaystyle 0<m<k}. Dabei ist ζ(s,q) die Hurwitzsche ζ-Funktion und {\displaystyle \mathrm {B} _{n}(x)} das Bernoulli-Polynom. Ein Spezialfall des Multiplikationstheorem ist 
{\displaystyle \sum _{n=1}^{k}\psi \left({\frac {n}{k}}\right)=-k(\gamma +\ln k).}

## Gaußsches Digamma-Theorem
Für ganze Zahlen {\displaystyle m} und {\displaystyle k} (mit {\displaystyle m<k}) kann die Digammafunktion mit elementaren Funktionen ausgedrückt werden
{\displaystyle \psi \left({\frac {m}{k}}\right)=-\gamma -\ln(2k)-{\frac {\pi }{2}}\cot {\frac {m\pi }{k}}+2\sum _{n=1}^{\left[{\frac {k-1}{2}}\right]}\cos {\frac {2\pi nm}{k}}\,\ln \sin {\frac {n\pi }{k}}.}

## Besondere Werte

### Liste der Werte
Die Digamma-Funktion hat unter anderem folgende besondere Werte:
{\displaystyle \psi \,(1)=-\gamma }
{\displaystyle \psi \left({\frac {1}{2}}\right)=-2\ln 2-\gamma }
{\displaystyle \psi \left({\frac {1}{3}}\right)=-{\frac {\pi }{2{\sqrt {3}}}}-{\frac {3}{2}}\ln 3-\gamma }
{\displaystyle \psi \left({\frac {1}{4}}\right)=-{\frac {\pi }{2}}-3\ln 2-\gamma }
{\displaystyle \psi \left({\frac {1}{6}}\right)=-{\frac {\pi }{2}}{\sqrt {3}}-2\ln 2-{\frac {3}{2}}\ln 3-\gamma }

### Beweis für den Wert ψ(1)
Nach der oben abgebildeten Formel gilt:
{\displaystyle \psi (1)=-\int _{0}^{\infty }{\frac {1}{\exp(x)-1}}-{\frac {1}{x\exp(x)}}\mathrm {d} x}
Dieses Integral lässt sich so umformen:
{\displaystyle \int _{0}^{\infty }{\frac {1}{\exp(x)-1}}-{\frac {1}{x\exp(x)}}\mathrm {d} x=\int _{0}^{\infty }{\frac {\exp(-x)+x-1}{x[\exp(x)-1]}}\mathrm {d} x=\int _{0}^{\infty }{\frac {1}{x[\exp(x)-1]}}\sum _{m=1}^{\infty }{\frac {(-1)^{m+1}x^{m+1}}{(m+1)!}}\mathrm {d} x=}
{\displaystyle =\int _{0}^{\infty }\sum _{m=1}^{\infty }{\frac {(-1)^{m+1}x^{m}}{(m+1)![\exp(x)-1]}}\mathrm {d} x=\sum _{m=1}^{\infty }\int _{0}^{\infty }{\frac {(-1)^{m+1}x^{m}}{(m+1)![\exp(x)-1]}}\mathrm {d} x=}
{\displaystyle =\sum _{m=1}^{\infty }{\frac {(-1)^{m+1}}{(m+1)!}}\int _{0}^{\infty }{\frac {x^{m}}{\exp(x)-1}}\mathrm {d} x=\sum _{m=1}^{\infty }{\frac {(-1)^{m+1}}{(m+1)!}}m!\zeta (m+1)=\sum _{m=1}^{\infty }{\frac {(-1)^{m+1}}{m+1}}\zeta (m+1)=}
{\displaystyle =\sum _{m=1}^{\infty }{\frac {(-1)^{m+1}}{m+1}}\sum _{n=1}^{\infty }{\frac {1}{n^{m+1}}}=\sum _{m=1}^{\infty }\sum _{n=1}^{\infty }{\frac {(-1)^{m+1}}{m+1}}{\frac {1}{n^{m+1}}}=\sum _{n=1}^{\infty }\sum _{m=1}^{\infty }{\frac {(-1)^{m+1}}{m+1}}{\frac {1}{n^{m+1}}}=}
{\displaystyle =\sum _{n=1}^{\infty }{\frac {1}{n}}+\operatorname {Li} _{1}\left(-{\frac {1}{n}}\right)=\sum _{n=1}^{\infty }{\frac {1}{n}}-\ln \left(1+{\frac {1}{n}}\right)=\gamma }
Deswegen nimmt ψ(1) den Wert -γ an.
In der dritten Zeile der Gleichungskette wird der Debyesche Funktionswert von Plus Unendlich genannt, welcher aus der Geometrischen Reihe hervorgeht.
Am Ende der vierten Zeile taucht die Maclaurinsche Reihe des Monologarithmus auf, welche als Stammfunktion der Geometrischen Reihe hervorgeht.

### Beweise für die Digammafunktionswerte der Kehrwerte natürlicher Zahlen
Aus der Beziehung zur harmonischen Reihe resultiert diese für alle z ∈ ℕ gültige Formel:
{\displaystyle \psi \left({\frac {1}{z+1}}\right)=-\gamma -(z+1)\int _{0}^{1}{\frac {1-x^{z}}{1-x^{z+1}}}\mathrm {d} x}
Also gilt:
{\displaystyle \psi \left({\frac {1}{2}}\right)=-\gamma -2\int _{0}^{1}{\frac {1-x}{1-x^{2}}}\mathrm {d} x=-\gamma -2\int _{0}^{1}{\frac {1}{1+x}}\mathrm {d} x=-\gamma -2\int _{0}^{1}{\frac {\mathrm {d} }{\mathrm {d} x}}\ln(x+1)\mathrm {d} x=-\gamma -2\ln(2)}
{\displaystyle \psi \left({\frac {1}{3}}\right)=-\gamma -3\int _{0}^{1}{\frac {1-x^{2}}{1-x^{3}}}\mathrm {d} x=-\gamma -3\int _{0}^{1}{\frac {1+x}{1+x+x^{2}}}\mathrm {d} x=}
{\displaystyle =-\gamma -3\int _{0}^{1}{\frac {\mathrm {d} }{\mathrm {d} x}}{\frac {1}{3}}{\sqrt {3}}\arctan \left[{\frac {1}{3}}{\sqrt {3}}(1+2x)\right]+{\frac {1}{2}}\ln(1+x+x^{2})\mathrm {d} x=-\gamma -{\frac {1}{6}}{\sqrt {3}}\pi -{\frac {3}{2}}\ln(3)}

## Ableitung
Die Ableitung der Digammafunktion ist nach deren Definition die Trigamma-Funktion
{\displaystyle \psi _{1}(x)={\frac {\mathrm {d} ^{2}}{\mathrm {d} x^{2}}}\ln \Gamma (x),}
die zweite Polygammafunktion.